# Castell de Vila-seca
El Castell de Vila-seca o de Solcina és un edifici neomedievalista de Vila-seca (Tarragonès) declarat bé cultural d'interès nacional.

## Història
El lloc de Vila-seca (llatí Villa sicca) va ser donat en feu al cavaller Ramon d'Olzina, entre els anys 1162 i 1168 pels tres senyors del Camp de Tarragona, Alfons el Cast, l'arquebisbe Bernat Tort i per Guillem d'Aguiló. En el document que ho va concedir no es menciona cap castell, ni tampoc en l'escriptura de confirmació feta per Pere el Catòlic el 1208 als fills de Ramon d'Olzina. Es pensa que el primer donatari hi devia bastir-hi un castell. Al final del segle, Vila-seca era dividida en dues jurisdiccions: Vila-seca del Comú, que ocupava el cor de la vila i pertanyia al cambrer de la seu de Tarragona i senyor de Reus, i Vila-seca de Solcina, nucli veí que depenia dels Olzina.
L'any 1340, ambdues senyories van mantenir grans lluites, comandades per Bernat d'Olzinelles (Vila-seca del Comú), castlà de Reus, i Bernat d'Olzina (Vila-seca de Solcina). L'any 1378 consta que «Vila Secha dels Ulzina» i «Vila Secha del Comú» eren de feu eclesiàstic. El 1390, el rei Joan I va vendre els seus drets sobre aquests llocs a l'arquebisbe de Tarragona Ènnec de Vallterra. Els Olzinelles van adquirir amb el temps els drets sobre la senyoria de Vila-seca de Solcina.
Els béns del darrer castlà de Reus, Joan d'Olzinelles, van ser subhastats i adquirits per Pere de Luna (Benet XIII d'Avinyó), però aquest continuava sent baró de Vila-seca de Solcina. En un document de 1417 es menciona a Joannes de Ulsinelles i també el castell: «miles dominus castri Villaesiccae de Solcina». L'any 1437 n'era senyor Bernat de Saportella, que va lluitar al costat de Joan II en la Guerra civil catalana del segle xv. L'any 1520 els Saportella hi tenien encara la jurisdicció. El 1525, l'arquebisbe Pere de Cardona, senyor de Vila-seca del Comú, va comprar a Tadeu de Saportella el domini jurisdiccional de Vila-seca de Solcina amb el seu castell. El prelat va unir les dues Vila-seques sota el nom de Vila-seca de Solcina. En aquest segle, es va emmurallar la vila, degut als continus atacs dels corsaris barbarescs.
El 1680, el castell, que havia estat propietat de l'arquebisbe de Tarragona, es va vendre. Primer a mossèn Valls, segurament el cavaller de Tarragona Lluís de Valls, després a mossèn Jardí, i després va fer cap a mans de Josep Vidiella, originari de Tivissa. El cònsol holandès Joan Kies Noë el va comprar a Vidiella l'any 1683, i el va transformar en una casa rural d'estil holandès. Només se'n va salvar la torre mestra. El 1899, Antoni Kies Muñoz, l'últim propietari de la família, el va vendre a Isidre Sicart i Torrents, que el 1875 havia rebut el títol de comte de Sicart de mans del papa Pius IX. L'arquitecte Enric Fatjó i Torras va reformar el castell, i li va donar l'actual aspecte neogòtic, amb influències estilístiques del centre i del nord d'Europa. Des del 2005, el castell i el jardí adjacent és propietat de l'Ajuntament de Vila-seca, que l'ha restaurat per dedicar-lo a espai expositiu.

## Arquitectura

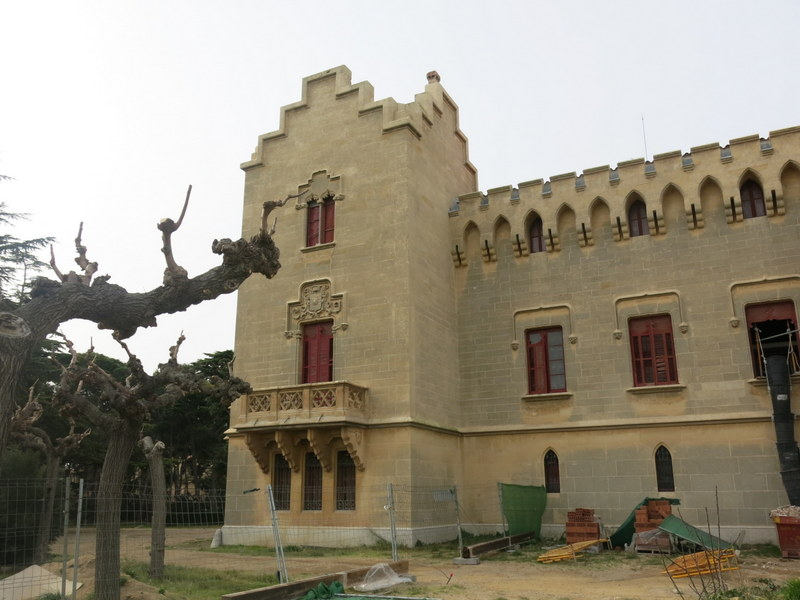
Castell de Vila-seca (febrer 2014)

És una construcció rectangular, de planta i dos pisos. La planta baixa incorpora les cotxeres i dependències per als estris de llaurar, i té una escala central que comunica amb el pis noble i que està situada en el vestíbul. La part superior presenta una filera de finestres a manera de llotja i també cal destacar els petits torricons d'influència nòrdica, característics de l'arquitectura historicista del segle xix. El terrat presenta matacà i merlets.
La torre és una construcció de carreus sorprenentment poderosa. Fa un perímetre interior de 5,10 per 4,25 m, amb murs de gairebé 2 m de gruix. La part més ben conservada és la planta baixa. L'espai és quasi cúbic, es tanca amb una volta lleugerament apuntada de llombarda, el cim de la qual s'enlaira a 6,20 m del terra enllosat. Hi ha restes d'un portelló a la part superior. Té accés directe per una porta de llinda al nord, l'obertura de la qual va quedar interceptada per un dels pilars que suportaven el pont de comunicació amb la casa per la qual cosa, fou lateralment esquinçat per permetre l'entrada. Hi donen llum dues espitlleres a l'est i a l'oest, convertides en petites finestres neogòtiques.
El primer pis és una àmplia sala transformada en mirador neogòtic, annexa a la casa senyorial, i la terrassa superior s'enlaira per sobre de la construcció primitiva, tot deixant un espai sense servei. Actualment, l’aparell és de carreus, però abans de la reforma era de pedra picada, encoixinada en una de les seves cares, amb poques espitlleres, i concentrades en la zona nord que és la menys perillosa. Les reformes efectuades van ser, bàsicament, el revestiment dels paraments, l’obertura d’amplis finestrals en la primera planta i a la part superior el recreixement de l’alçada original, acabat amb matacà amb merlets i torretes defensives sortints als angles. La planta baixa és l’únic element intacte.